# Кука (приток Большой Какши)
Кука — река в Шабалинском районе Кировской области России. Устье реки находится на 97-м км правого берега реки Большой Какши. Длина реки составляет 34 км, площадь водосборного бассейна — 258 км².
Исток реки расположен у деревни Старые Антропы в 15 км к северо-западу от посёлка Ленинское. Река течёт в верховьях на запад, затем поворачивает на юг, протекает через посёлок Гостовский после чего течёт по ненаселённому заболоченному лесу. Впадает в Большую Какшу севернее деревни Бородино.

## Данные водного реестра
По данным государственного водного реестра России относится к Верхневолжскому бассейновому округу, водохозяйственный участок реки — Ветлуга от истока до города Ветлуга, речной подбассейн реки — Волга от впадения Оки до Куйбышевского водохранилища (без бассейна Суры). Речной бассейн реки — (Верхняя) Волга до Куйбышевского водохранилища (без бассейна Оки).

### Притоки
(указано расстояние от устья)
- 13 км: река Большая Осиновка (лв)
- 15 км: река Камазин Кука (пр)